# Black Lightning - Il padrone del cielo
Black Lightning - Il padrone del cielo (in russo Чёрная Молния?, Čërnaja Molnija, "Fulmine Nero") è un film di supereroi del 2009 diretto da Aleksandr Vojtinskij e Dmitrij Kiselëv.

## Trama
Dima è uno studente moscovita di modesta estrazione sociale, innamorato di una sua compagna di classe all'Università Lomonosov, Nastja. Mentre i suoi rivali guidano Mercedes e prenotano voli con telefonini di ultima generazione, Dima si deve accontentare dei mezzi pubblici, finché un giorno suo padre non gli regala un'auto usata per il suo compleanno. Si tratta di un vecchio modello, una GAZ M21 Volga del 1966. Imbarazzato, da un lato per gli sforzi costati a suo padre per accontentarlo, dall'altro perché teme che la lentezza di questa macchina d'epoca possa metterlo in ridicolo agli occhi dei suoi compagni di corso e soprattutto a quelli di Nastja, mentre la pulisce trova nel cruscotto una vecchia foto di un trio di scienziati, ma non ci dà molto peso. Fa comunque buon viso a cattivo gioco e decide di usare l'auto per pagarsi gli studi, lavorando come fattorino fiorista.
Un giorno però, il ragazzo attiva involontariamente un comando segreto mentre è alla guida dell'auto, che si trasforma in una macchina volante che sfreccia tra i grattacieli di Mosca. Grazie alla foto, il ragazzo rintraccia i tre scienziati, ormai in pensione, che gli spiegano che la macchina era un prototipo segreto della guerra fredda accantonato in fase di sviluppo: oltre ad essere dotata di motori a razzo, è alimentata da un avveniristico catalizzatore, che trasforma la comune benzina in potentissimo nanocarburante. Decenni più tardi, durante dei lavori di demolizione dove un tempo era sito il laboratorio, la macchina era stata riportata alla luce, senza che nessuno ne sospettasse la vera natura e finendo quindi sul mercato.
Influenzato dal suo professore universitario Viktor Kupcov, un ricco e potente oligarca, in Dima si radica la convinzione che il successo e lo status sociale siano le uniche cose che contano, e i soli modi per ottenerli l'ambizione e l'egoismo. Determinato a conquistare Nastja, comincia a usare la Volga volante per consegnare più fiori possibile in breve tempo, evitando ingorghi cittadini ed altri contrattempi. Nella frenetica ricerca della ricchezza, trascura sempre di più quelli che erano sempre stati i suoi pilastri, la famiglia e gli studi, finché un giorno non arriva ad ignorare un uomo accoltellato per strada pur di non mancare una consegna: quell'uomo si rivela essere suo padre. La morte del padre cambia la visione della vita di Dima, che decide di usare la macchina per aiutare i deboli e i bisognosi. Con le sue azioni da supereroe, si guadagna l'ammirazione degli abitanti della città ed il soprannome di Black Lightning. Nel frattempo, comincia anche a frequentare amichevolmente Nastja.
Kupcov vuole mettere le mani sul nano-catalizzatore, che riuscirebbe a produrre il carburante necessario ad alimentare la trivella nascosta nel suo grattacielo con cui poter raggiungere uno strato di diamanti situato sotto la placca tettonica, il che causerebbe però anche la distruzione di tutta la città. Dopo aver rintracciato anch'esso i tre scienziati, li costringe a dotare la sua Mercedes di motori a razzo, oltre ad armi e scudi corazzati. Tende quindi un'imboscata a Black Lightning usando gli scienziati come ostaggi, riuscendo a rubare il nano-catalizzatore dalla Volga e facendola affondare assieme al suo autista nella Moscova gelata. Rassegnatosi, Dima si riscuote dal torpore grazie ad una chiamata di Nastja, che gli confessa il suo amore. Ricordatosi dell'esistenza di un serbatoio di scorta con 30 minuti di nanocarburante, vola al grattacielo di Kupcov, liberando gli scienziati e riprendendosi il nano-catalizzatore. Kupcov prende Nastja in ostaggio e si offre di scambiarla con il nano-catalizzatore. Le due auto si fronteggiano sulla Piazza Rossa. Dima lampeggia i fari e suona il clacson della Volga, segnalando in codice a Nastja di saltar fuori dall'auto di Kupcov, afferrandola poi a mezz'aria e facendola atterrare sana e salva. Non potendo affrontare Kupcov ad armi pari, si fa inseguire oltre i confini dell'atmosfera terrestre, dove quest'ultimo esaurisce il nanocarburante e rimane lì a fluttuare nello spazio. Una volta atterrato, riabbraccia Nastja e i due festeggiano insieme l'anno nuovo.

## Promozione
Il teaser trailer del film è stato diffuso il 17 marzo 2009.

## Distribuzione
Il film è stato distribuito nelle sale cinematografiche russe a partire dal 31 dicembre 2009. In Italia è arrivato invece direttamente in home video in DVD e Blu-Ray il 25 agosto 2010 per Universal Pictures Home Entertainment.

## Accoglienza

### Incassi
Il film è stato uno dei maggiori successi locali dell'anno al botteghino russo, incassando l'equivalente di oltre 20 milioni di dollari, di cui 10 già al termine del suo primo fine settimana di programmazione.

## Remake
Nel 2010, la Universal Pictures ha ingaggiato Chris Weitz per dirigerne un remake in lingua inglese, ma il progetto non ha mai superato la fase di sviluppo.